# Bidentogon californicus
Bidentogon californicus är en mångfotingart som först beskrevs av Chamberlin 1918.  Bidentogon californicus ingår i släktet Bidentogon och familjen plattdubbelfotingar. Inga underarter finns listade i Catalogue of Life.